# 伊斯拉里
阿爾斯蘭·伊斯拉里（？—1032年），烏古斯人克尼克部族首領。他的名字取自突厥語的「獅子」。

## 生平背景
伊斯拉里出身自錫爾河以北地區的烏古斯部落，為克尼克部長老塞爾柱·貝格次子。一些歷史學家指出，克尼克部當時可能是可薩人的附庸。西元985年，塞爾柱帶領部族離開烏古斯葉護國，在靠近喀喇汗國(即黑汗)的城鎮氈的定居，由於地處要衝，氏族在河中地區影響力日增。
在黑汗-薩曼王朝戰爭期間（992年），克尼克部選擇支持薩曼王朝一方。伊斯拉里代替年事已高的父親及早逝的長兄領軍出戰，在與黑汗王朝戰鬥中表現出色。1009年，長老塞爾柱去世，伊斯拉里成為部落的領袖。

## 族長生涯
成為族長後，克尼克部與黑汗時常產生摩擦，伊斯拉里幾次帶領部族擊敗黑汗的部隊。在黑汗內戰期間，阿爾斯蘭選擇支持阿里特勤繼承蘇丹大位，與優素福·卡迪爾汗發生衝突。1025年，卡迪爾汗與加茲尼的马哈茂德會面，組成了反克尼克聯盟。鑒於部落受到威脅，伊斯拉里帶領氏族遷移到沙漠中避難。然而，他和兒子庫塔爾米什仍是被马哈茂德所俘。據伊斯蘭教百科全書所載，馬哈茂德以陰謀逮捕了伊斯拉里。他以和平談判為由邀請伊斯拉里前來加茲尼王宮，在會談後的晚宴上，伊斯拉里和庫爾塔米什被捕，隨行的士兵被殺。馬哈茂德將兩人送到印度卡林加爾城堡囚禁(現北方邦班達縣)。

## 囚禁
伊斯拉里在獄中度過餘生，於1032年於獄中逝世。繼任克尼克部族長的圖赫里勒·貝格曾試圖和馬哈茂德的繼任者馬蘇德一世達成協議，但談判失敗。

## 後續
伊斯拉里的侄子圖赫里勒和恰格里擊敗加茲尼軍，創立了塞爾柱帝國，逃離監獄的庫塔爾米什也參加了戰鬥，然而在後來的幾年裡，他也未能成功登上王位。而伊斯拉里的孫子蘇萊曼沙阿一世則在日後創立了安納托利亞的魯姆蘇丹國。